# Hoya lithophytica
Hoya lithophytica är en oleanderväxtart som beskrevs av Kidyoo. Hoya lithophytica ingår i släktet Hoya och familjen oleanderväxter. Inga underarter finns listade i Catalogue of Life.